# ʿAbbāsīya

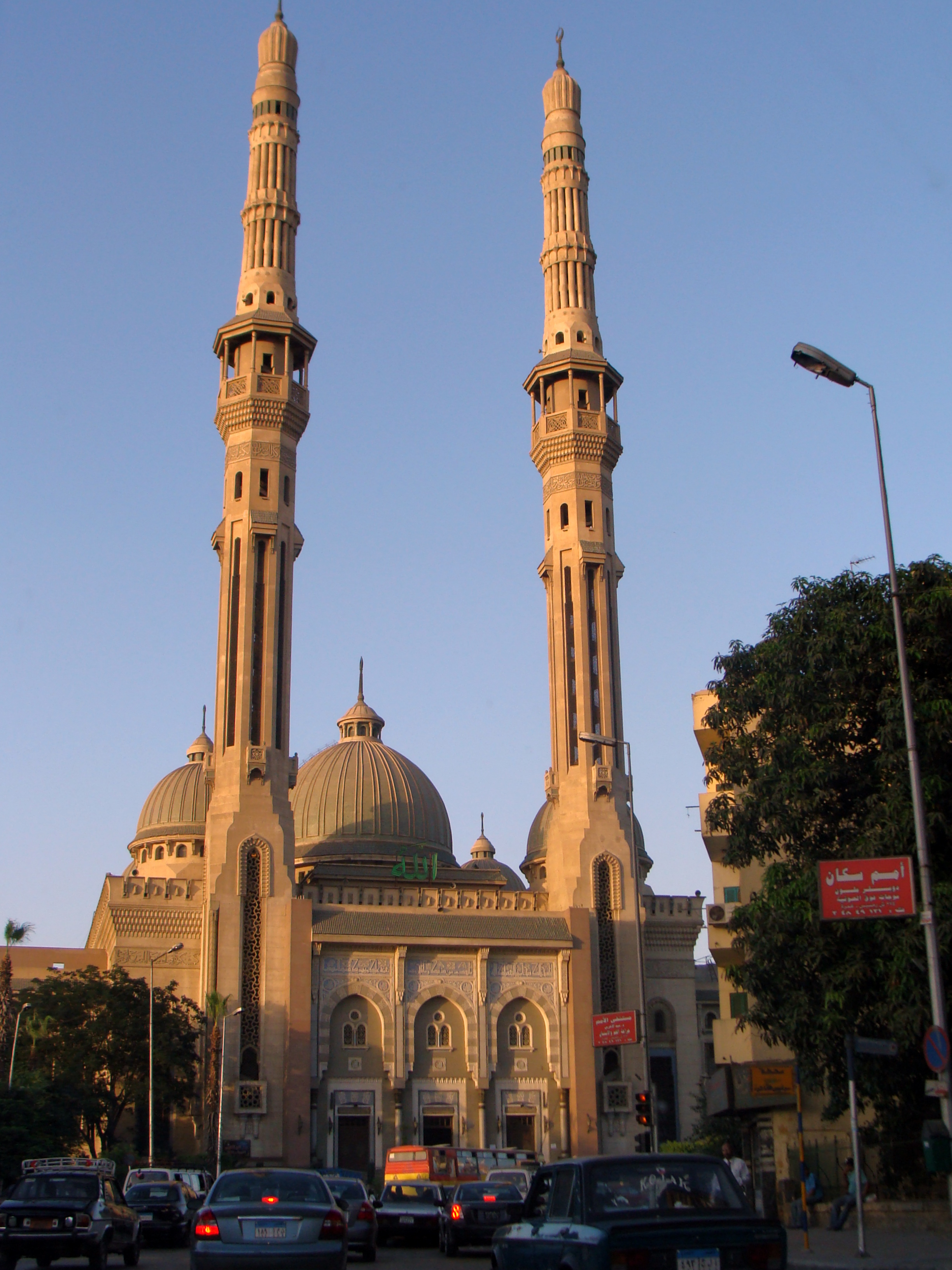
Die an-Nūr-Moschee in ʿAbbāsīya

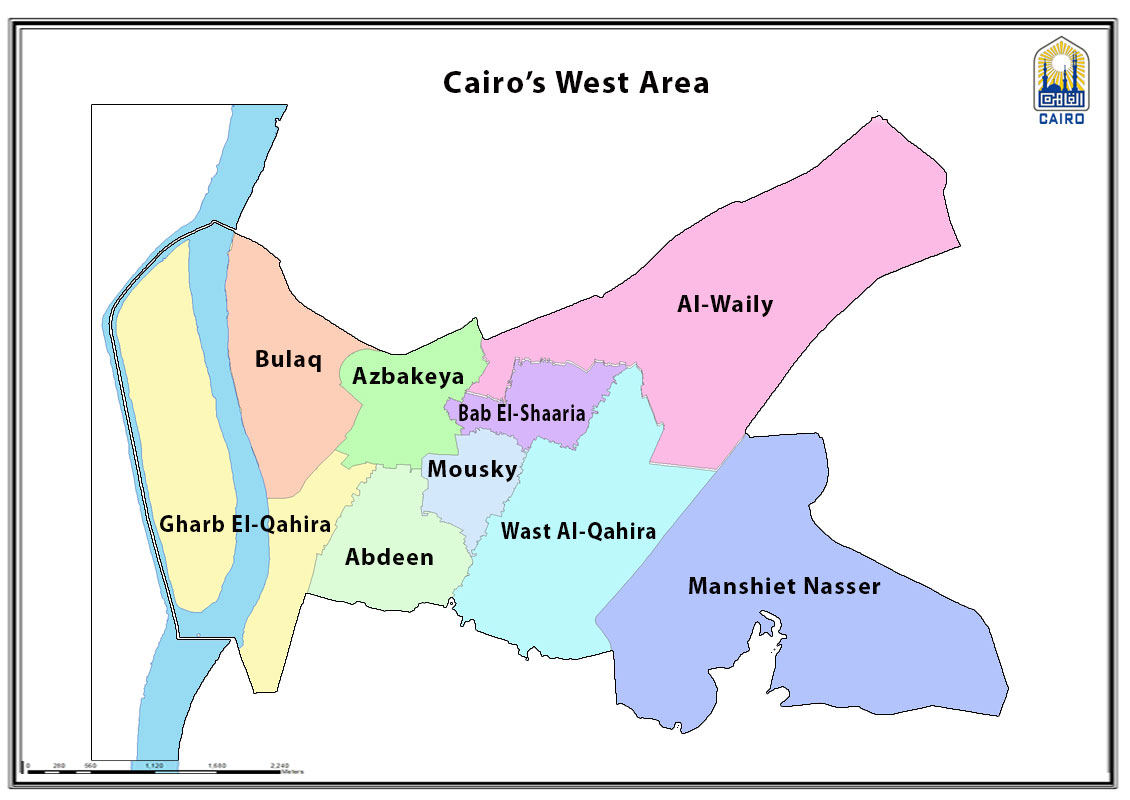
Die westliche Zone von Kairo mit dem Distrikt al-Wailī, in dem ʿAbbāsīya liegt

Al-ʿAbbāsīya (arabisch العباسية, DMG al-ʿAbbāsīya) ist ein Stadtviertel von Kairo in Ägypten. Administrativ gehört es zum Distrikt al-Wailī in der westlichen Zone Kairos. Al-ʿAbbāsīya wurde 1849 von dem ägyptischen Wālī ʿAbbās Hilmī I (reg. 1848–1854) als nordöstliche Vorstadt von Kairo am Rande der Wüste gegründet. Gegen Ende des 19. Jahrhunderts wurde es zu einem bedeutenden Vorstadt-Viertel für die Kairoer Oberschicht, in dem prächtige Villen errichtet wurden. In ʿAbbāsīya befinden sich heute unter anderem die 1968 eröffnete Markuskathedrale, die Sitz des koptisch-orthodoxen Papstes ist, und mehrere Fakultäten der Ain-Shams-Universität.

## Geschichte

### Gründung durch ʿAbbās Hilmī I
Die Gründung von ʿAbbāsīya erfolgte zu Beginn der Herrschaft von ʿAbbās Hilmī I, der in der zu jener Zeit noch sehr abgelegenen Wüstenregion im Nordosten Kairos einen neuen Palast anlegen ließ. Dieser ʿAbbāsīya-Palast wurde wahrscheinlich im klassizistischen Rumi-Stil (DMG Rūmī) gebaut, ein Stil, der sich insbesondere an der zu jener Zeit in Griechenland praktizierten Bauweise orientierte und der sich im Kairo des 19. Jahrhunderts großer Beliebtheit erfreute. Aus Reiseberichten und weiteren historischen Dokumenten lässt sich folgern, dass er eine beträchtliche Größe hatte. Ferdinand de Lesseps, der den Ort 1855 aufsuchte, notierte, dass er 2000 Fenster hatte.
Um den Palast wurde eine königliche Vorstadt angelegt, und Prinzen der königlichen Familie wurde Land zugewiesen, damit sie dort Paläste und Villen errichteten. Aufgrund der abgelegenen und schlecht angebundenen Lage dauerte es jedoch noch einige Jahrzehnte, bis die Neugründung dichter besiedelt wurde. Muhammad Saʿīd Pascha, der Nachfolger von ʿAbbās, transferierte die in ʿAbbāsīya stationierten Truppen in die Qasr-an-Nīl-Kaserne, schenkte aber der königlichen Vorstadt keine weitere Aufmerksamkeit, so dass sie zusehends verfiel.

### Entwicklung unter Ismāʿīl Pascha

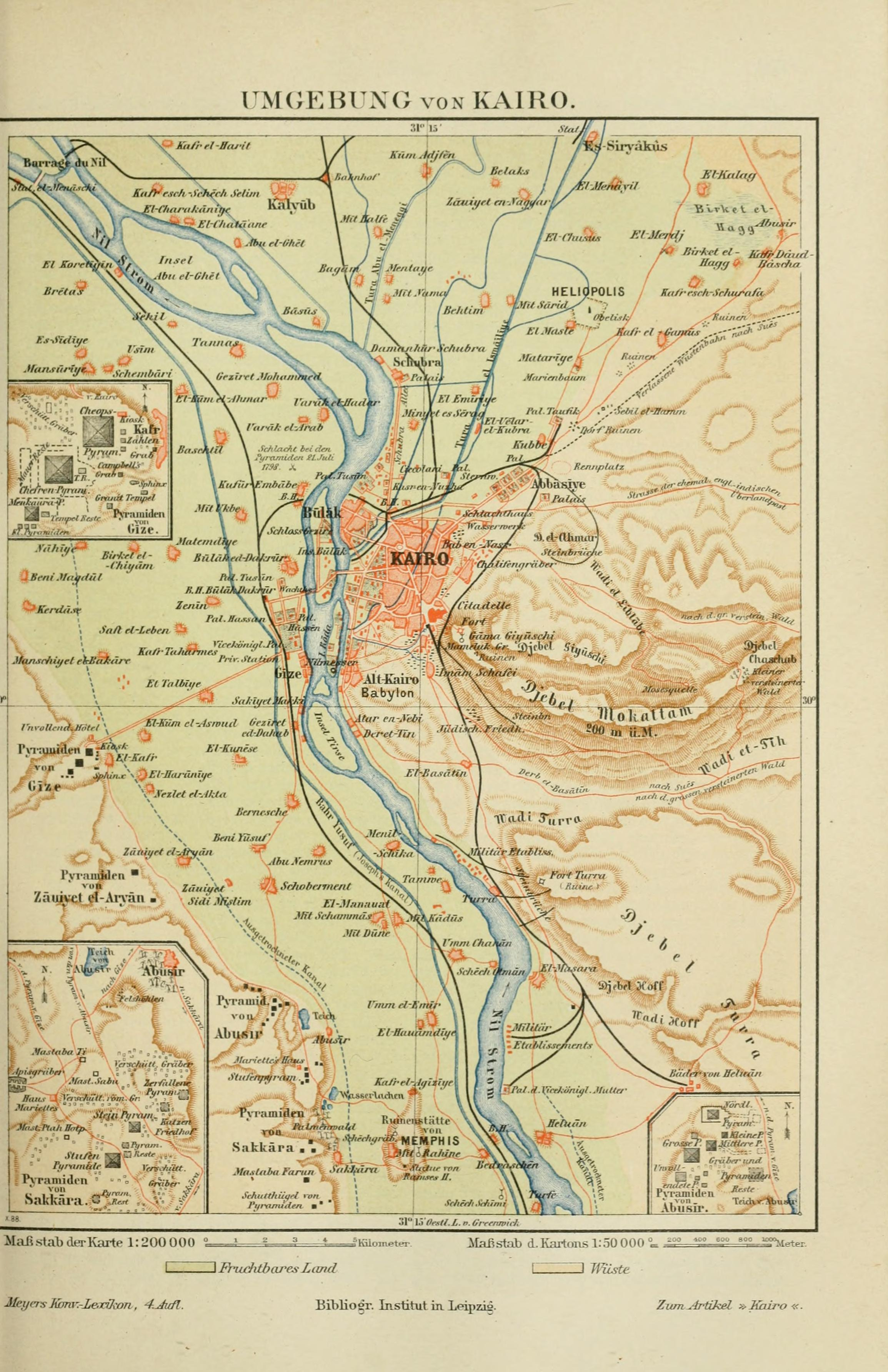
Kairo und Umgebung ca. 1885, ʿAbbāsīya war zu dieser Zeit noch ein räumlich von Kairo getrennter Vorort.

Unter Muhammad Saʿīds Nachfolger Ismāʿīl Pascha (reg. 1864–1879), der selbst in ʿAbbāsīya zwei Paläste erbaut hatte, gewann die Vorstadt erneut an Bedeutung. Im Jahre 1865 ließ Ismāʿīl Pascha hier ein astronomisch-meteorologisches Observatorium errichten. Ab 1867 wurden Pferderennen in ʿAbbāsīya abgehalten, und die Vorstadt erhielt eine moderne Wasserversorgung. 1871 schenkte der Khedive den von ihm in ʿAbbāsīya erbauten Zaʿfarān-Palast seiner Mutter. Den ehemaligen Palast von ʿAbbās Hilmī I., den er 1870 gekauft hatte, baute er 1873 zu einer Militärakademie um. Nicht zuletzt die Rückverlagerung der Truppen von Qasr an-Nīl nach ʿAbbāsīya führte zu einer starken Bedeutungszunahme des Viertels.
Der Baedeker-Reiseführer für Ägypten beschreibt ʿAbbāsīya 1877, wie folgt:

„Die linke (unsere) Abzweigung der ‘Abbassiye-Strasse führt direct in die eigentliche ‘Abbassiye; rechts am Wege ein neuer öffentlicher Brunnen, links eine alte Grabmoschee und das „europäische Hospital“. Die ‘Abbassiye ist ein Häuser- und Hüttencomplex, von ‘Abbas Pasha 1849 gegründet. Ein früherer grosser Palast hat Casernenbauten neuester Construktion weichen müssen; ausserdem sind hier zahlreiche frühere Casernen und das Militärschulgebäude nebst Turnplatz. Nahe der letzten Caserne links ein Palais der Mutter des Chedîw, etwas weiter, ebenfalls links, das meteorologische und astronomische Observatorium.“

Zentrale Achse von ʿAbbāsīya war die ʿAbbāsīya-Straße. Während Ismāʿīl Paschas Herrschaft bildeten sich rechts und links dieser Straße neue Wohnviertel heraus. Dieser Ausbau stand im Zusammenhang mit den Bestrebungen des Khediven, Kairo nach Vorbild europäischer Großstädte umzustrukturieren. Nicht zuletzt beeinflusst durch seinen Besuch auf der Weltausstellung 1867 in Paris trieb Ismāʿīl die bereits unter Muhammad ʿAlī begonnene Europäisierung der Architektur Kairos weiter voran und ließ zahlreiche neue Prachtbauten und Wohnviertel errichten, nicht zuletzt die südwestlich des Esbekieh-Gartens gelegene Neustadt Ismāʿīlīya. Finanziert wurden diese ambitionierten Bauvorhaben über europäische Kredite, die die immer verheerender werdende Verschuldung Ägyptens beförderten und schließlich 1876 in eine Zwangsschuldenverwaltung mündeten, welche im Grunde bereits einer europäischen Kolonialherrschaft glich. ʿAbbāsīya war in dieser Zeit jedoch immer noch ein abgelegener Komplex aus Palästen und Militärbauten in einer Wüstenregion nordöstlich der Stadt. In der näheren Umgebung von befanden sich die Bahnstation Damirdāsch, die Dörfer Kubba und Matarīya mit den Überresten des alten Heliopolis sowie die Gärten und der Palast des Kronprinzen Taufīq Pascha.

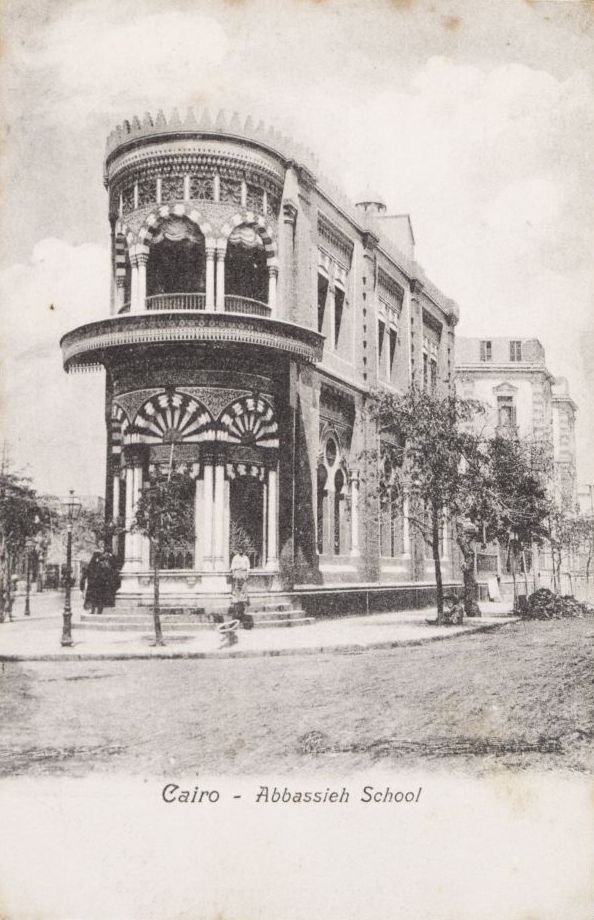
Der Sabīl von Taufīqs Ehefrau Āmina in ʿAbbāsīya, der auch eine Schule umfasste.

Die Präsenz des Qubba-Palastes des Kronprinzen Taufīq im Norden von ʿAbbāsīya trug zu einer stärkeren Urbanisierung dieses Komplexes bei. Taufīqs Ehefrau Āmina, die eine Enkeltochter von ʿAbbās Hilmī I war, errichtete in den 1870er Jahren in ʿAbbāsīya einen Sabīl. Er wird schon 1877 im Baedeker-Führer als „neuer öffentlicher Brunnen“ erwähnt, allerdings ist er später durch König Fu'ād I. zerstört worden.

### ʿAbbāsīya zur Zeit des britischen Kolonialismus
Maßgebende Einflussfaktoren für die Entwicklung ʿAbbāsīyas ab den 1880er Jahren waren die Präsenz britischer Kasernen und anderer europäischer Communities, das starke Bevölkerungswachstum, der Ausbau von Straßen und Transportmitteln und der Bau einer Kanalisation. Mit dem Ausbau des Straßenbahnnetzes verbesserte sich die Anbindung der ʿAbbāsīya ungemein. Rechts und links der ʿAbbāsīya-Straße, auf welcher die neue Straßenbahn fuhr, wuchsen die Wohnviertel stetig an, wobei zwischen West- und Ost-ʿAbbāsīya unterschieden wurde. West-ʿAbbāsīya entwickelte sich insbesondere unter dem Khediven Taufīq (reg. 1879–1892), Ost-ʿAbbāsīya wurde dagegen maßgeblich während des Baubooms von 1897 bis 1907 unter seinem Nachfolger ʿAbbās Hilmī II (reg. 1892–1914) ausgebaut. In Ost-ʿAbbāsīya wohnte die Oberschicht, in West-ʿAbbāsīya die Mittelschicht und obere Mittelschicht.
Baedekers Ägypten-Reiseführer aus dem Jahre 1897 lässt sich entnehmen, dass das Viertel neben seiner residentiellen Funktion zu jener Zeit vor allem bekannt war für die Kasernen, das europäische Hospital, das meteorologisch-astronomische Observatorium und die nahegelegene Eisenbahnstation Damirdāsch. 1901 wurde ein italienisches Krankenhaus in ʿAbbāsīya erbaut. In der Ausgabe des Baedeker-Reiseführers von 1914 wird der weitere Ausbau des Viertels deutlich, u. a. wird erwähnt, dass sich mittlerweile zahlreiche europäische Krankenhäuser in ʿAbbāsīya befanden sowie eine staatliche psychiatrische Einrichtung.
1931 wurde eine neue Straße gebaut, die ʿAbbāsīya direkt mit dem zentralen ʿAtaba-al-Chadrā'-Platz am Esbekieh-Garten verband. Auf diese Weise entwickelte sich die ehemalige Vorstadt immer mehr zu einem Wohnviertel, welches sich nahtlos in das Stadtgefüge Kairos einfügte.

### Die Entwicklung des Viertels im Spiegel der Literatur

Kairo und Umgebung 1920 mit ʿAbbāsīya im Planquadrat H 8

ʿAbbāsīya ist Schauplatz zweier Romane. Der erste Roman ist der malaiische Liebesroman Hikayat Faridah Hanom von Sayyid Shaykh al-Hadi, veröffentlicht 1925/26 in Britisch-Malaya, der im Kairo der 1890er Jahre spielt. Die Familien, denen die beiden Protagonisten entstammen, wohnen in prächtigen Villen im ʿAbbāsīya-Viertel, und das Interieur dieser Villen wird auch genauer beschrieben. Der Autor lässt den Roman auch in der al-ʿAbbāsīya-Straße, die die zentrale Achse des ʿAbbāsīya-Viertels bildet, beginnen. Hier trifft sich das Liebespaar im Mai 1894 zu seiner ersten nächtlichen Verabredung im Garten der Villa von Faridahs Familie.
Ein weiterer Roman, der in ʿAbbāsīya spielt, ist Quschtumur von dem ägyptischen Schriftsteller Nagib Mahfuz aus dem Jahre 1988. Mahfuz ist selbst in West-ʿAbbāsīya aufgewachsen. In seinem Roman beschreibt er das ʿAbbāsīya von 1915 als eine „Oase im Herzen der Wüste“ mit Palästen, Gärten, Palmen, Feldern, Wüstenwind und einer Straßenbahn. Des Weiteren zeichnet er die Entwicklungen der 1930er Jahre nach, in welchen sich das vormals ausschließlich als Wohnviertel bekannte ʿAbbāsīya zunehmend auch zu einem kommerziellen Standort entwickelte. Als 1940 eine Straße südlich von ʿAbbāsīya gebaut wurde, wurde das dort vormals bewirtschaftete Feld in kleine Grundstücke aufgeteilt und es entstand ein belebte Wohn- und Einkaufsstraße, die zur weiteren Vergrößerung des ʿAbbāsīya-Viertels beitrug. Mahfuz beschreibt den Wandel jener Zeit vom ruhigen Wohnviertel zum trubeligen, geschäftigen Viertel wie folgt:

„Wir hörten nur noch Knallgeräusche und den Lärm von Händlern und dem Feilschen der Leute… die Hauptstraße [ʿAbbāsīya-Straße] verlor ihren Charme und ihre Ruhe.
  Die Zahl der Straßenbahnen verdoppelte sich. Die britischen Soldaten waren überall verstreut, sogar in den Cafés. Viele Villen mit Blick auf die ʿAbbāsīya-Straße wurden verkauft und an ihre Stelle traten große Hochhäuser. Plötzlich erhielt das Viertel einen neuen Horizont voller Menschen und Geschäfte, der das alte Viertel mit seinen wenigen Villen und schicken kleinen Häusern und vor allem den Bewohnern, die wie eine große Familie lebten, umhüllte.“

Mahfuz beschreibt, dass viele der Villen nach 1952 durch neue Gebäude ersetzt wurden, sodass der Unterschied zwischen West- und Ost-ʿAbbāsīya allmählich verschwand.

## Situation heute

### Lage und Charakteristik
Heute ist ʿAbbāsīya ein lebhaftes zentrales Kairoer Stadtviertel, das viele wichtige Verwaltungs- und Bildungsinstitutionen sowie zahlreiche Krankenhäuser beherbergt. Administrativ betrachtet besteht ʿAbbāsīya aus fünf Schiyāchas ('Zensusblocks'), die zum Distrikt al-Wailī gehören.

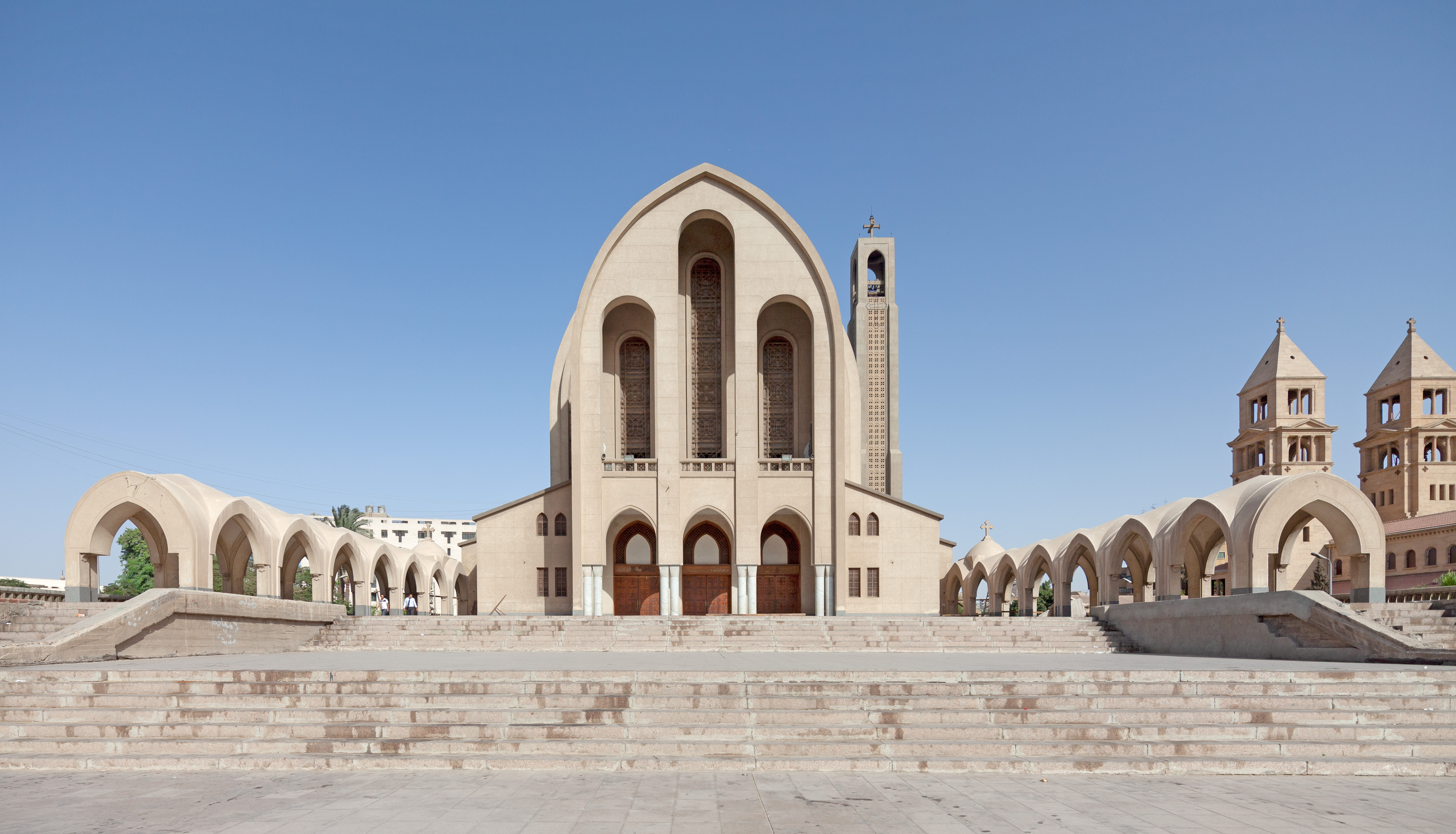
Markuskathedrale

Wichtige Institutionen mit Sitz in ʿAbbāsīya sind
- das Ministerium für Tourismus
- das Ministerium für Elektrizität
- die Polizei-Hochschule und die alte Polizei-Akademie
- Ain-Shams-Universität mit allen Fakultäten, mit der Ausnahme der Fakultät für Landwirtschaft und der Fakultät für Bildung
- die Koptisch-Orthodoxe Markuskathedrale mit dem Sitz des koptisch-orthodoxen Papstes
- das Institut für koptische Studien
- die an-Nūr-Moschee am ʿAbbāsīya-Platz
- die al-Muhammadī-Moschee
- die jüdisch-karäische Mūsā-ad-Darʿī-Synagoge
- die al-Qubba-al-Fidawīya-Moschee
- die ar-Rahmān-ar-Rahīm-Moschee
- das Nationale Zentrum für Justizstudien

### Krankenhäuser
Heute existieren folgende Krankenhäuser in ʿAbbāsīya:
- Demerdash Krankenhaus
- Dar Al Shifa Krankenhaus
- Italienisches Krankenhaus Umberto I
- Griechisches Krankenhaus
- Französisches Krankenhaus
- Ain Shams Universitätskliniken
- Abbasia-Fieber-Krankenhaus
- Das Al-Zahraa-Universitätskrankenhaus (Al-Azhar-Universität)
- Psychiatrisches Krankenhaus Abbasiya
- Abbasiya Brustkrankenhaus
- Spezialisiertes Universitätskrankenhaus Ain Shams
- Akademisches Institut für Herzchirurgie
- Allgemeines Krankenhaus der Luftwaffe

### Historische Architektur
Obwohl in den 1970er bis 1990er Jahren zahlreiche der alten Villen und Wohnhäuser von ʿAbbāsīya abgerissen wurden, um Platz für profitable Großbauprojekte zu machen, prägen noch immer die verbliebenen Bauwerke des 19. und 20. Jahrhunderts das Straßenbild des Stadtteils. Viele der heute noch erhaltenen Bauten folgen dem Stil der damals modernen europäischen Vorbilder (z. B. Klassizismus, Neoklassizismus, Renaissance, Neobarock, Jugendstil), andere wiederum weisen eine Kombination aus europäischen und traditionellen islamischen Stilelementen auf. So wurde meist die Fassaden- und Grundrissgestaltung an die neue europäische Bauweise angelehnt, während traditionelle Elemente punktuell hinzugefügt wurden, wie zum Beispiel die typischen kunstvoll gearbeiteten Maschrabiyya-Holzgitter an Balkonen und Erkern, um trotz neuer Bauweise die traditionell wichtig geheißene Privatsphäre zu wahren.

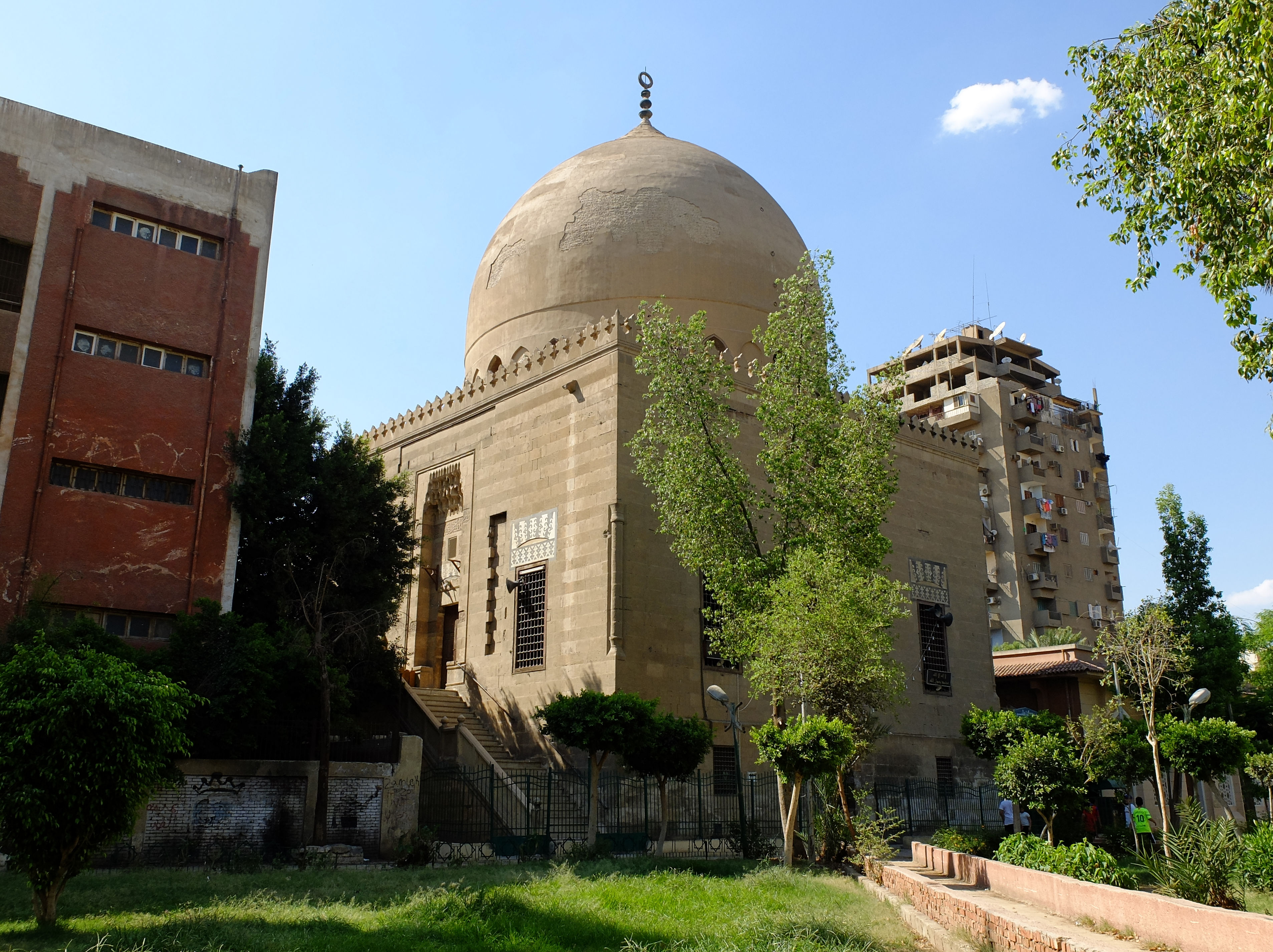
al-Qubba al-Fidawīya

Der ʿAbbāsīya-Palast, mit dessen Bau ʿAbbās Hilmī I 1849 den Grundstein für das ʿAbbāsīya-Viertel legte, hat sich nicht erhalten. Nihal Tamraz vermutet die Überreste dieses Palasts im Sperrgebiet des zentralen Militärhauptquartiers hinter dem Ministerium für Elektrizität. Auch einige Bauwerke aus der Zeit vor Gründung des ʿAbbāsīya-Viertels lassen sich identifizieren, beispielsweise das Sīdī-al-ʿUrābī-Mausoleum, welches vermutlich in der Zeit der Fatimiden entstand. Zwei Beispiele mamlukischer Architektur sind die beiden Mausoleen al-Qubba al-Fidawīya und Qubbat al-ʿĀdil.

## Persönlichkeiten
- Mohamed Fawzi (1915–2000), ägyptischer General und Politiker